# Sept missionnaires
Sept missionnaires est le 4e album one shot de la collection Sept publié en mars 2008 aux éditions Delcourt. Il raconte l'histoire de sept moines à qui on confie la mission désespérée de convertir au christianisme une bande de pillards vikings, mais qui ne sont choisis que parce qu'ils sont les pires des moines et que leur sacrifice ne serait pas une perte.

## Synopsis
En Irlande au IXe siècle, les monastères sont victimes des Vikings païens qui lance des raids de plus en plus nombreux. L'abbé désespéré n'a aucun moyen de les contrer, parce que le Haut Roi, Áed mac Neill, trop occupé à guerroyer contre d'autres clans, ne peut pas intervenir avec son armée. La seule alternative qui lui reste est d'envoyer une mission pour convertir ces Vikings au christianisme, une mission certainement vouée au suicide et au martyr. Redoutant de sacrifier des hommes vertueux, il choisit d'envoyer les pires de ses moines.
Il se trouve précisément un monastère tenu par sept moines dissolus, chacun affecté d'un des sept péchés capitaux. Ils se disputent sans arrêt et la communauté qu'ils forment est une honte pour la chrétienté. Sous la menace du bûcher, ils acceptent la mission.
Les moines se rendent en barque à la base viking, dans l'île de Skellig Mor. En chemin ils se font capturer et sont mis en prison par les Vikings. Le jarl ordonne qu'ils soient crucifiés le lendemain.
Heureusement pour eux le soir même, ils sont invités à un dernier repas par les Vikings, enivrés et heureux, qui fêtent leur dernier raid victorieux avec un banquet. À ce moment-là, grâce à leurs défauts, ils parviennent à tisser des premiers liens avec ces hommes. Frère Curnan, affecté du péché d'avarice, donne des conseils financiers, frère Goban, affecté du péché de gourmandise, fait goûter son alcool personnel, frère Tristan, affecté du péché de paresse, leur joue un air mélancolique.
De sorte que le lendemain, sous la pression de quelques-uns des Vikings, on décide de les garder en vie et de les utiliser comme esclaves. À partir de ce moment, continuant à mettre en valeur leurs défauts, ils instillent le respect et le doute dans la tête des hommes. L'épouse du Jarl fait tout ce qu'elle peut pour les contrer mais son influence faiblit.
Lorsque le Jarl meurt lors d'un combat, elle demande que les moines soient sacrifiés à sa mémoire, mais les Vikings se rebutent. Les moines montent néanmoins sur le navire en flammes où repose le jarl, et affrontent la mort. Mais soudain une explosion retentit sur la colline : c'est l'alambic du moine gourmand qui prend feu, et qui projette comme une pluie sur les Vikings atterrés des pièces fabriquées par le moine avare, portant le signe de la croix. Les Vikings se convertissent tous à l'instant, et les moines sont nommés évêques.
Dans l'épilogue, quelque temps après, on voit le même groupe de Vikings demander l'absolution à un moine et puis lancer un raid. Ils sont chrétiens désormais mais rien n'a changé.

## Personnages
Les missionnaires avec le péché qu'ils incarnent :
- Frère Oran : péché d'orgueil
- Frère Curnan : péché d'avarice
- Frère Enan : péché d'envie
- Frère Goban : péché de gourmandise
- Frère Conan : péché de colère
- Frère Lugan : péché de luxure
- Frère Tristan : péché de paresse

## Remarques
Les Vikings sont appelés Fomoires, un nom qu'il leur est attribué dans le folklore irlandais et les moines sont appelés Papars, terme les désignant dans les récits islandais.
Lorsque Sven s'adresse au Jarl pour la première fois, il s'adresse à lui en vieux norrois et dit : « vestu heill, þórgild ! ek'a hafi høndtók heilan fisk ok fagran. » Ce qui signifie « Salut à toi, Thorgild ! J'ai eu un poisson vivant, et un beau. »

## Publication
- 1re édition : éditions Delcourt, collection Conquistador, 56 pages, grand format, couverture avec vernis sélectif brillant sur fond mat, 2008 (DL 03/2008)  (ISBN 978-2-7560-0643-7)[1],[2]